# Didemnum nigricans
Didemnum nigricans är en sjöpungsart som beskrevs av Monniot 200. Didemnum nigricans ingår i släktet Didemnum och familjen Didemnidae. Inga underarter finns listade i Catalogue of Life.